# Даун (вулкан)
Даун (Букит-Даун, индон. Bukit Daun) — стратовулкан, находящийся в провинции Бенкулу на острове Суматра в Индонезии. Вместе с кальдерой Геданг образует двойной вулкан. Абсолютная высота вулкана составляет 2467 м, относительная — 306 м. В кратере диаметром 600 м на верхушке вулкана находится вулканическое озеро, другое озеро меньшего размера находится в кратере Толого Кечил на юго-западном фланге. Предположительно, последнее извержение кальдеры произошло в голоцене. Эксплозивность вулкана по шкале VEI не определена.